# Message to the Other Side, Osirus Part 1
Albums de Ol' Dirty Bastard
Free to Be Dirty: Live!
(2005)
Message to the Other Side, Osirus Part 1 est une compilation posthume d'Ol' Dirty Bastard, sortie le 17 novembre 2009.

## Liste des titres
| No  | Titre                                                       | Durée |
| --- | ----------------------------------------------------------- | ----- |
| 1.  | Intro                                                       | 6:08  |
| 2.  | Reunited                                                    | 4:09  |
| 3.  | Live on the Air Part 1                                      | 1:50  |
| 4.  | Dirty                                                       | 3:41  |
| 5.  | Child Seek Em (featuring Pleaz)                             | 3:59  |
| 6.  | Skrilla (featuring RZA)                                     | 2:57  |
| 7.  | Wanna Bees (featuring Pleaz)                                | 1:49  |
| 8.  | Black Mamba (featuring Masta Killa et RZA)                  | 2:37  |
| 9.  | One Shot, Two Shot (featuring Thirstin Howl the 3rd)        | 3:54  |
| 10. | Got Love for You (featuring Meyhem Lauren et J-Love)        | 3:27  |
| 11. | Interlude                                                   | 0:14  |
| 12. | Say No                                                      | 5:26  |
| 13. | Live on the Air Part 2 (featuring Method Man)               | 1:54  |
| 14. | All Coast                                                   | 3:22  |
| 15. | Stomp (featuring RZA)                                       | 2:47  |
| 16. | Live on the Air Part 3 (featuring RZA)                      | 3:04  |
| 17. | Bam Bam                                                     | 2:17  |
| 18. | Osirus                                                      | 2:27  |
| 19. | Hot Sauce (featuring Timbo King)                            | 2:00  |
| 20. | Fort Green Projects (featuring Freemurder, RZA et Shacrone) | 2:30  |
| 21. | Destiny (featuring Lesk One)                                | 3:00  |